# 瞑想 (フェッティの絵画)
『瞑想』（めいそう、伊: La Meditazione、英: Meditation）、または『メランコリア』（伊: La Malinconia、英: Melanchloly）は、17世紀イタリア・バロック期の画家ドメニコ・フェッティが1618年ごろ、キャンバス上に油彩で制作した絵画である。1838年にジロラモ・コンタリーニ (Girolamo Contarini) により寄贈されて以来、ヴェネツィアのアカデミア美術館に所蔵されている。この絵画は非常な成功を収め、数多くの画家自身と工房による複製が知られている。その中には同様の構図を持つものの、『メランコリア』 (ルーヴル美術館、パリ) と題される画家自身の作品も含まれる。なお、本作は1961年に修復がなされた。

## 作品
屋外の日に半分照らされた場所で、女性が深い思索をしつつ跪いている。彼女の眼は右手に抱えられている頭蓋骨を見つめ、額を左手で支えているが、これは典型的な「瞑想」のポーズである。美しく若い人物像は、人生と世俗的快楽の儚さを想起させる「ヴァニタス」の主題を示唆する。とはいえ、地面に置かれている大きな本、白いリボンで束ねられている絵筆、古い彫像、犬、渾天儀など重要な事物の存在が絵画をより複雑なものとしている。この絵画は、明らかにドイツ・ルネサンス期の巨匠アルブレヒト・デューラーの著名な版画『メランコリア I』を参照したものであり、フェッティはこの版画の多くの象徴を借用している。
デューラーにとって、これらの象徴は人文主義的な領域に関わるものとなっている。一方、フェッティの作品はキリスト教的で道徳的なものである。すなわち、世俗的逸楽を放棄し、祈りに集中することが強調されている。このメッセージは、崩れかかっている壁を這い上る蔓により裏づけられる。これはイエス・キリストを表す「真の蔓」 (ヨハネによる福音書、15章:1) を表し、救いを示す。女性像は、画面下部の事物が象徴する死と世の儚さ、画面上部の蔓が象徴する救いの間で瞑想しているのである。かくして、聖パウロが「コリント人への手紙」 (7、10章) で理論化したように、救いへの道は瞑想、思索、節制の生活にあり、それが精神を高める。

## ギャラリー

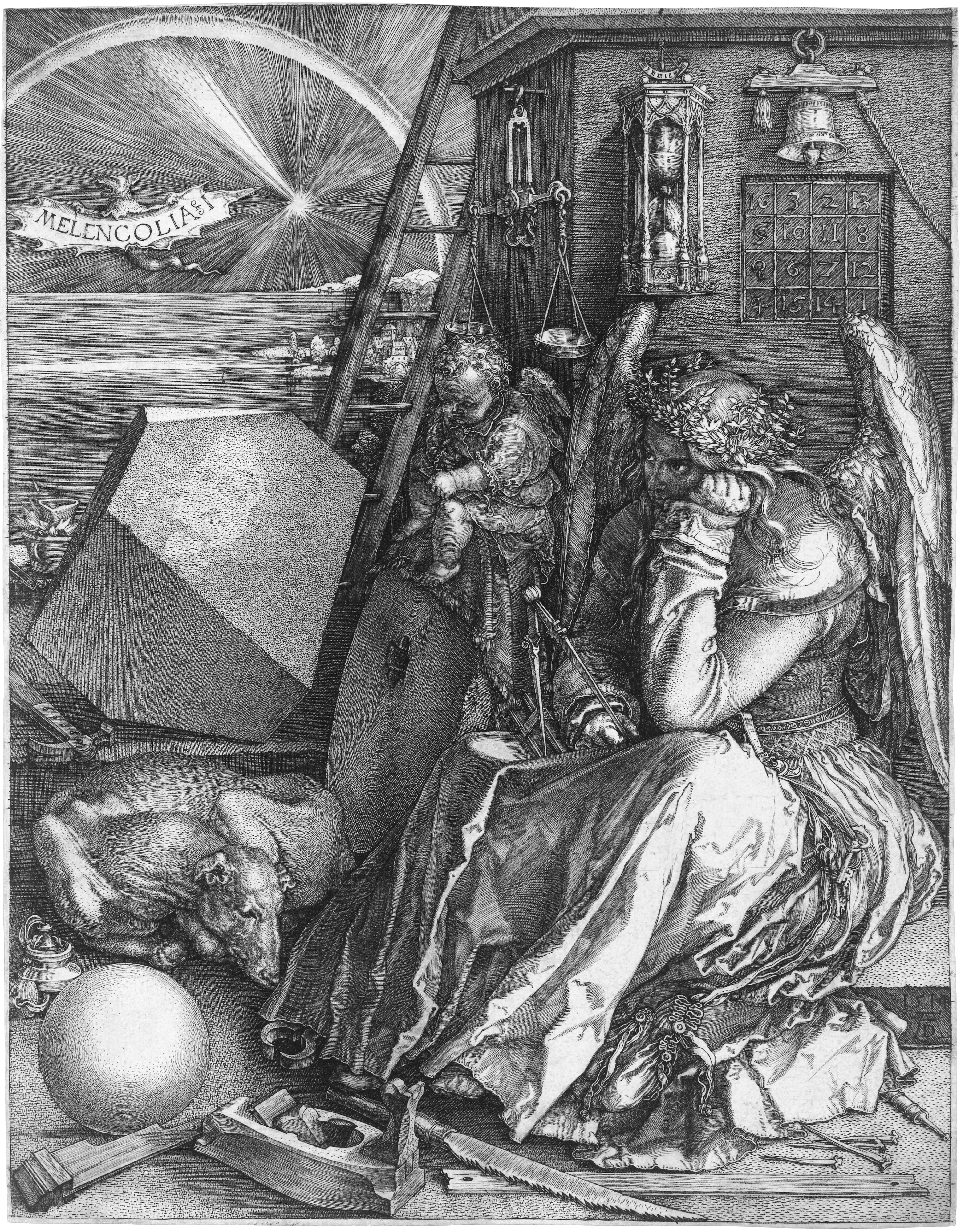
アルブレヒト・デューラー『メランコリアI』 (1514年)
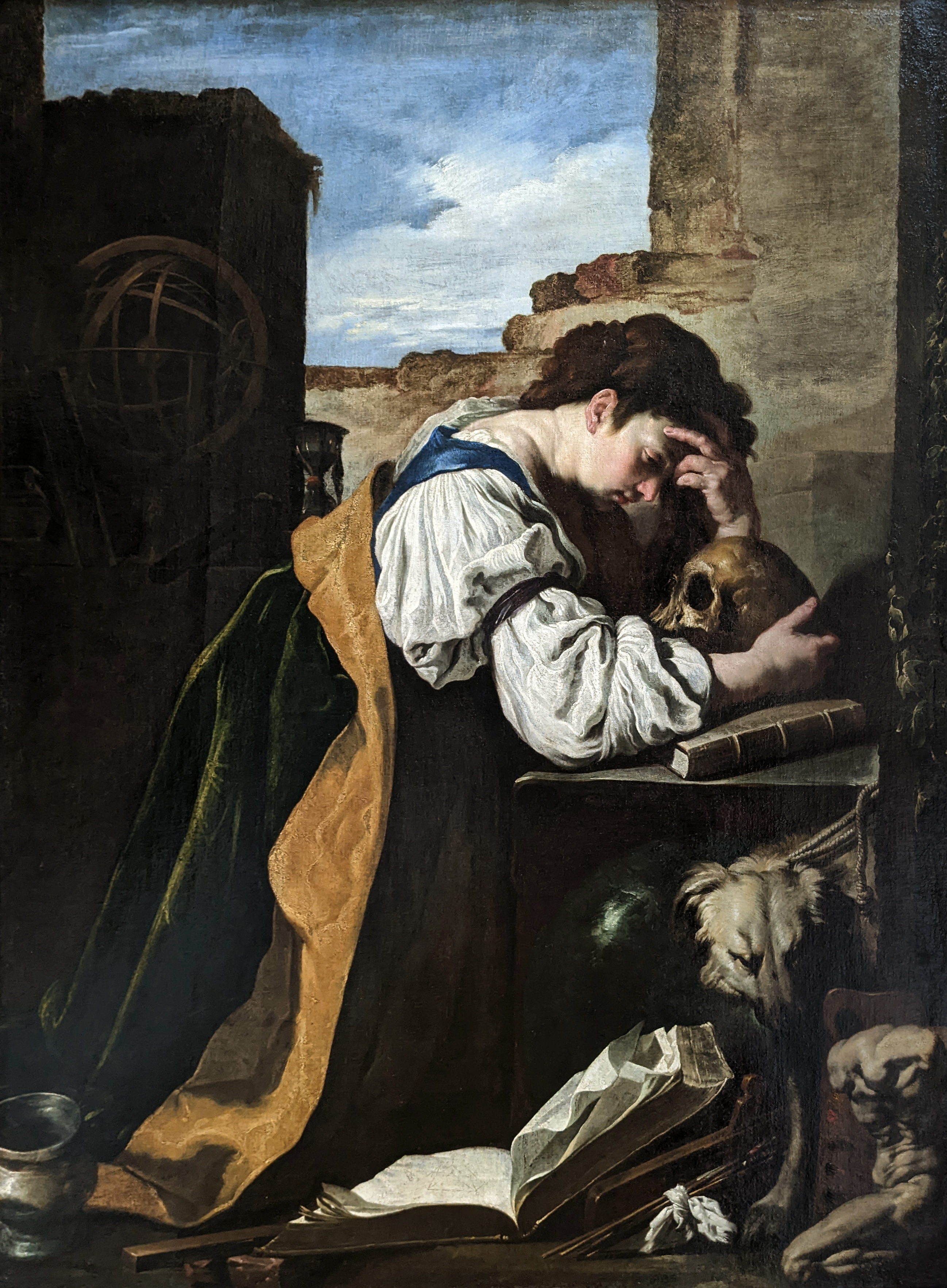
ドメニコ・フェッティ『メランコリア』 (1618年ごろ)、ルーヴル美術館、パリ